# Dendroctonus frontalis
Dendroctone méridional du pin
Espèce
Dendroctonus frontalis, le Dendroctone méridional du pin, est une espèce d'insectes coléoptères de la famille des Curculionidaes, originaire d'Amérique. La frontaline, une phéromone, tire son nom de cette espèce.
Ce scolyte est un ravageur des pins en Amérique du Nord et Amérique centrale.

## Répartition et habitat
L'aire de répartition de Dendroctonus frontalis, à l'état indigène, comprend surtout les forêts du sud des États-Unis, du Mexique et d'Amérique centrale.

## Description
Au stade adulte (imago), le dendroctone des pins présente un exosquelette brun-rougeâtre à noir et mesure environ trois millimètres de long, soit la taille d'un grain de riz.
Les jeunes adultes ont le corps mou et de couleur ambre, mais ils durcissent rapidement, prenant une couleur plus foncée.
Les larves, en forme de croissant, sont de couleur blanchâtre avec la tête orange. Elles atteignent sensiblement la même longueur que les adultes à complet développement. Les nymphes, de couleur blanche, ont également la même taille.
Les œufs, lisses, blanc nacré, sont déposés dans des encoches le long de chaque côté des galeries de ponte forées par les femelles.

## Gamme d'hôtes
La gamme d'hôtes de Dendroctonus frontalis se limite aux espèces du genre Pinus (les pins). Les arbres infestés aux États-Unis appartiennent principalement aux espèces Pinus taeda, P. echinata, P. elliottii, P. virginiana, P. rigida, P. palustris, P. serotina, P. pungens et P. strobus, P. ponderosa, P. engelmannii et P. leiophylla. En Amérique centrale, les espèces concernées sont P. caribaea, P. engelmannii, P. leiophylla, P. maximinoi et P. oocarpa.
Dans le sud-est des États-Unis, il est considéré comme l'une des principales causes de pertes économiques dans le secteur forestier.

## Systématique
Le nom valide complet (avec auteur) de ce taxon est Dendroctonus frontalis Zimmermann, 1868,. 
La description faite par Christian Zimmermann (d) (1800-1867) a été publiée à titre posthume par son ami John Lawrence LeConte qui a tenu à diffuser le travail accompli.
Ce taxon porte en français le nom vernaculaire ou normalisé suivant : Dendroctone méridional du pin.

### Publication originale
- (en) C. Zimmermann et John L. LeConte, « Synopsis of the Scolytidæ of America North of Mexico », Transactions of the American Entomological Society, vol. 2,‎ 1868, p. 141 (ISSN 0886-1145 et 2328-3815, DOI 10.2307/25076203, lire en ligne).